# Tatsuya Egawa
Tatsuya Egawa (jap. 江川 達也 Egawa Tatsuya; ur. 8 marca 1961) – japoński rysownik mang.
Egawa urodził się w Nagoi, w prefekturze Aichi, w Japonii. Studiował matematykę stosowaną. Przez pięć miesięcy uczył matematyki na uniwersytecie, po czym zrezygnował i poświęcił się rysowaniu mang.

## Prace
- Be Free!
- Dead Man
- ONE-ZERO-NINE
- Last Man
- Take-chan and Papa
- Golden Boy
- Happy Boy
- Magical Nyan Nyan Tarut
- Magical Tarurūto-kun
- Tokyo University Story
- Russo-Japanese War Story
- Genji Monogatari
- Akogare no Katei-Kyoshi